# Jo Zeller Racing
 (août 2025).
Motif : Insuffisamment de sources secondaires démontrant le notoriété requise pour un article Cf WP:CAA et WP:NPER
- Archive Wikiwix
- Bing
- Cairn
- DuckDuckGo
- E. Universalis
- Gallica
- Google
- G. Books
- G. News
- G. Scholar
- Persée
- Qwant
- (zh) Baidu
- (ru) Yandex
- (wd) trouver des œuvres sur Wikidata

| 1. | Préciser le motif de la pose du bandeau. | Précisez le motif de la pose du bandeau en utilisant la syntaxe suivante : {{admissibilité à vérifier\|date=août 2025\|motif=remplacez ce texte par le motif}}                        |
| 2. | Informer les utilisateurs concernés.     | Pensez à avertir le créateur de l'article, par exemple, en insérant le code ci-dessous sur sa page de discussion : {{subst:avertissement admissibilité à vérifier\|Jo Zeller Racing}} |

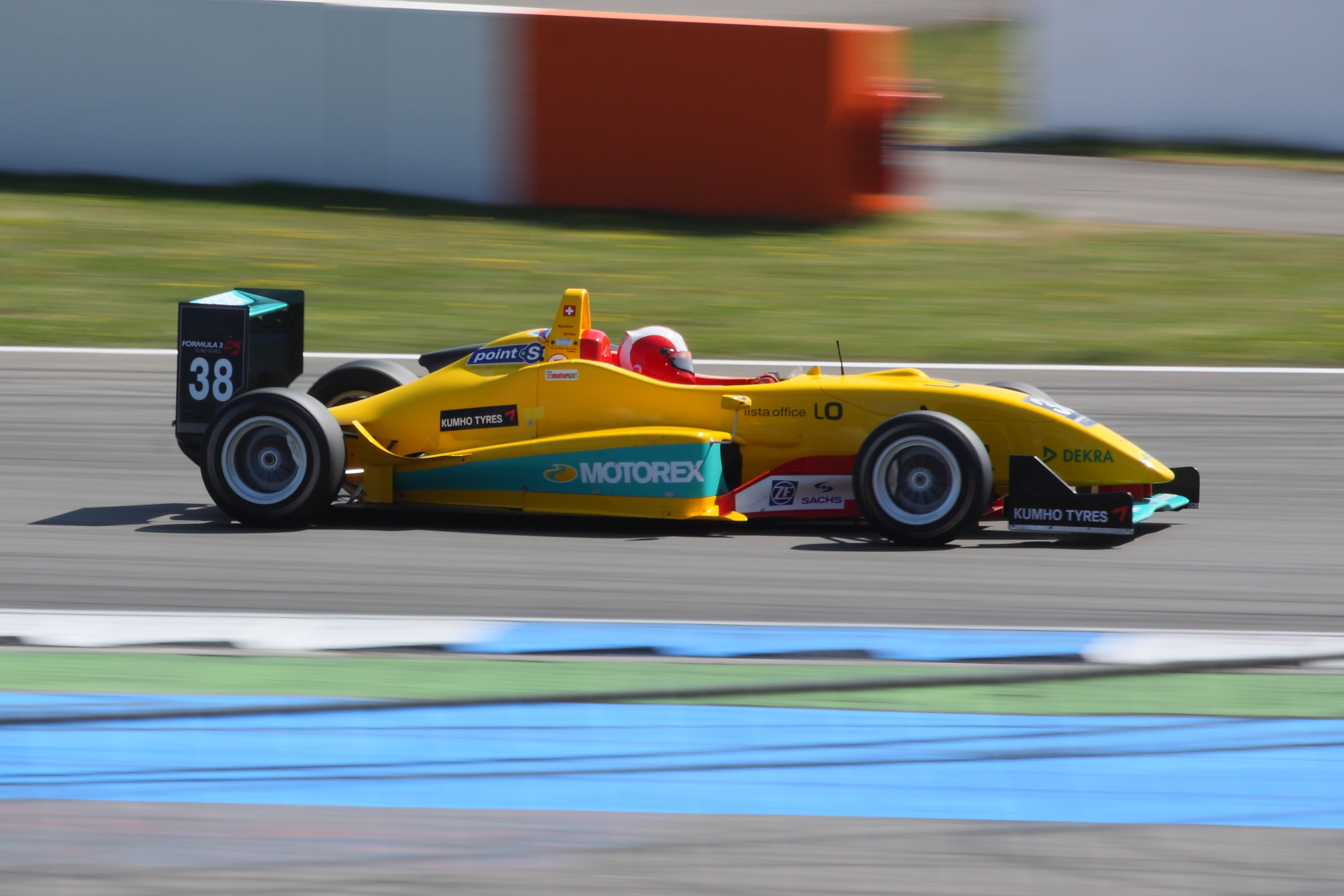
Sandro Zeller à Hockenheim en 2010.

Jo Zeller Racing est une écurie suisse de sport automobile créée à la fin des années 1990 par l'ancien pilote suisse Jo Zeller pour pouvoir faire courir son fils Sandro Zeller dans les compétitions de Formula Lista Junior, de Formule 3 Autrichienne et plus récemment en Formule 3 Euro Series.